# Lars Gustaf Tegnér
Lars Gustaf Tegnér, född 5 juli 1814 i Lund, död 8 december 1874 i Falun, var en svensk militär.
Lars Gustaf Tegnér var son till biskop Esaias Tegnér och Anna Myhrman. Han blev officer 1832, kapten vid Kronobergs regemente 1851, major vid Kalmar regemente 1859, överstelöjtnant 1864 och var överste och chef för Dalregementet 1868–1874. Tegnér blev riddare av Svärdsorden 1861.